# OnePlus 7 Pro
Das OnePlus 7 Pro ist ein vom Hersteller OnePlus entwickeltes Smartphone. Es wurde gemeinsam mit dem OnePlus 7 am 14. Mai 2019 als Nachfolger des OnePlus 6T offiziell vorgestellt.

## Design und Hardware
Das OnePlus 7 Pro besteht auf der Vorder- und Rückseite aus Corning Gorilla Glass, Kabelloses Laden über den Qi-Standard ist allerdings nicht möglich. Es hat einen Dual-Nano-Simkarten-Slot, bietet aber keine Speichererweiterung durch MicroSD-Karten an. Für das schnelle Entsperren verfügt das Gerät über einen ins Display eingelassenen optischen Fingerabdrucksensor sowie Gesichtserkennung unter Verwendung der Frontkamera, die dazu automatisch oben links aus dem Gehäuse aus- und wieder einfährt.
Auf der Rückseite sind drei Kameras verbaut, von denen zwei optisch stabilisiert sind. Zusätzlich zur Hauptkamera sind eine Linse mit dreifachem optischem Zoom sowie eine Weitwinkel-Linse verbaut. Das Gerät kann Video in Zeitlupe (240 Bilder pro Sekunde bei 1080p) oder in 4K mit 60 Bildern pro Sekunde aufnehmen.
Nach Angaben des Herstellers ist das Handy spritzwassergeschützt und übersteht auch kurzes Eintauchen ins Wasser, verfügt jedoch über keine offizielle IP-Zertifizierung. Wasserschäden werden wie bei den meisten Geräten nicht von der Garantie gedeckt.
Wie im OnePlus 7 ist auch im 7 Pro der schnelle UFS 3.0-Speicher verbaut, der in Varianten bis zu 256 GB zur Verfügung steht.
Das Display verfügt über eine Bildwiederholfrequenz von 90 Hz und hat dadurch eine flüssige Darstellung. 
Eine Besonderheit dieses Smartphones ist die Frontkamera, die bei Bedarf automatisch durch ein Pop-Up-System oben aus dem Gehäuse heraus fährt. Dadurch kann das Display ohne eine „Notch“ oder ein Loch praktisch die gesamte Vorderseite ausfüllen.
Das Smartphone hat einen durchschnittlichen Akku, der eine Kapazität von 4000 mAh hat.

## Software
Wie auf allen OnePlus Smartphones läuft auch auf dem OnePlus 7 Pro eine Variante von Android. In China, dem Herkunftsland von OnePlus, läuft HydrogenOS, im Rest der Welt OxygenOS. Beide Betriebssysteme werden von OnePlus auf Grundlage von Android entwickelt.